# بيلي نيل (لاعب كرة قدم)
بيلي نيل (بالإنجليزية: Billy Neil)‏ (22 مايو 1939 في المملكة المتحدة - 22 سبتمبر 2014) هو لاعب كرة قدم بريطاني في مركزي الدفاع وقلب الدفاع، شارك في الألعاب الأولمبية الصيفية 1960. وشارك مع منتخب المملكة المتحدة الوطني لكرة القدم. أما مع النوادي، فقد لعب مع نادي أردريونيانز ونادي كوينز بارك.

## وصلات خارجية
- بيلي نيل على موقع الاتحاد الدولي (مؤرشف)  (الإنجليزية)
- بيلي نيل على موقع أوليمبيديا (الإنجليزية)